# Encore (álbum de Eminem)
Encore es el quinto álbum de estudio del cantante estadounidense Eminem. Fue lanzado el 12 de noviembre de 2004 por Aftermath Entertainment, Shady Records e Interscope Records. Su fecha de lanzamiento se fijó originalmente para el 17 de noviembre de 2004, pero Eminem movió la fecha de lanzamiento a cinco días antes después de que el álbum se filtró a Internet. Como se refleja en la portada del álbum, Eminem hizo una reverencia, el álbum fue ampliamente considerado como el último álbum de material nuevo de Eminem.

## Sinopsis
En Encore ya Eminem no es tan agresivo y burlón en sus canciones como se mostró en The Marshall Mathers LP, Encore se caracteriza por tener canciones más humorísticas (My 1st Single, Rain Man, Big Weenie, Just Lose It y Ass Like That por ejemplo), en este disco muestra su lado más gangsta, lo cual no lo favoreció mucho, aunque ganó 4x Platinium.
Como todo álbum de Eminem, Encore generó controversia, con la canción "Mosh", en la cual Eminem insulta al presidente George W. Bush, "Puke" en la cual Eminem insulta fuertemente a su exesposa Kim y "Like Toy Soldiers", en donde Eminem demuestra la consecuencia de la violencia en el mundo de rap.
Como se mostró en The Eminem Show, aquí Eminem le dedica otra canción a su hija Hailie, titula "Mockingbird".
Existen diferentes versiones de este disco. En primera está la versión censurada (Encore Clean), la versión instrumental (Encore: The Instrumentals), la versión "de lujo" (Encore Deluxe Edition) y la versión limitada (Encore Limited Edition). Todos los sencillos que salieron provienen del disco censurado.

## El concierto
Encore se basa en un show donde en un teatro vende entradas solo para esa noche.
El show empieza con "Curtains Up" donde se escucha que Eminem se está preparando para el show o concierto.
El show en sí empieza con "Evil Deeds" donde se escuchan las primeras armas. Luego se sigue con las demás canciones así como un show temático o conceptual.
Durante el disco se escuchan grabaciones como "Paul" donde habla de Michael Jackson y "Em Calls Paul" donde se sigue hablando de él, después de las grabaciones se sigue con el show.
Una canción antes de la de Encore (que es la última) se puede escuchar la grabación de "Final Thought" donde prepara las armas y corta la hoja que se usa en la carátula del CD que dice: "A toda mi familia y a todos mis amigos, gracias por todo. Los amo a mis fans, Lo siento" que tiene le firma de Marshall. También en los últimos segundos de "Final Thought" todo se deja de escuchar hasta que Eminem da un suspiro dando paso a la canción final.
Ya en "Encore" en sus últimos segundos del concierto se escucha donde les dice: "Oh mierda voy por ustedes, vengan conmigo" y se escucha donde Eminem mata a todo el público hasta que por último él se mete un disparo. 

## Rumor acerca de su retiro
Por el contenido que tenía este álbum, sus fanes pensaron que este sería su última producción por varias razones: el hecho de que en la portada del álbum aparecía Eminem despidiéndose del público y cerrándose un telón. Otro motivo fue que al final de la canción Encore dice la frase See you in hell fuckers (Nos vemos en el infierno, putos) mata al público presente y se mete un disparo. 
Pero meses después salió el álbum de grandes éxitos, Curtain Call: The Hits, que salió a la venta el 5 de diciembre de 2005, y su sencillo When I'm Gone. Eminem declaró que solo quería tomarse un descanso y dedicarse a ser productor, pero que no se iba a retirar, cosa que entre aficionados se decía que fue un error retirar en su mejor momento ya que tiempo después, nunca más volvió a tener éxito mundial como lo tuvo en sus comienzos.

## Lista de canciones
| N.º | Título                                                                     | Duración |  |
| 1.  | «Curtains Up»                                                              | 0:47     |  |
| 2.  | «Evil Deeds»                                                               | 4:20     |  |
| 3.  | «Never Enough» (con 50 Cent & Nate Dogg)                                   | 2:40     |  |
| 4.  | «Yellow Brick Road»                                                        | 5:46     |  |
| 5.  | «Like Toy Soldiers» (Con sample vocal del coro de Toy Soldiers de Martika) | 4:57     |  |
| 6.  | «Mosh»                                                                     | 5:18     |  |
| 7.  | «Puke»                                                                     | 4:08     |  |
| 8.  | «My 1st Single»                                                            | 5:03     |  |
| 9.  | «Paul» (Skit)                                                              | 0:32     |  |
| 10. | «Rain Man»                                                                 | 5:14     |  |
| 11. | «Big Weenie»                                                               | 4:27     |  |
| 12. | «Em Calls Paul» (Skit)                                                     | 1:12     |  |
| 13. | «Just Lose It»                                                             | 4:09     |  |
| 14. | «Ass Like That»                                                            | 4:25     |  |
| 15. | «Spend Some Time» (con Obie Trice, Stat Quo & 50 Cent)                     | 5:11     |  |
| 16. | «Mockingbird»                                                              | 4:11     |  |
| 17. | «Crazy on Love»                                                            | 4:02     |  |
| 18. | «One Shot 2 Shot» (con D12)                                                | 4:27     |  |
| 19. | «Final Thought» (Skit)                                                     | 0:30     |  |
| 20. | «Encore/Curtains Down» (con Dr. Dre & 50 Cent)                             | 5:48     |  |

| CD Bonus |                   |                   |          |  |
| N.º      | Título            | Productor(es)     | Duración |  |
| 1.       | «We As Americans» | Eminem & L. Resto | 4:36     |  |
| 2.       | «Love You More»   | Eminem & L. Resto | 4:47     |  |
| 3.       | «Ricky Ticky Toc» | Eminem & L. Resto | 2:54     |  |